# Systaria mengla
Espèce
Synonymes
- Itatsina mengla Song & Zhu, 1994

Systaria mengla est une espèce d'araignées aranéomorphes de la famille des Miturgidae.

## Distribution
Cette espèce est endémique de Yunnan en Chine,. Elle se rencontre dans le xian de Mengla.

## Description
La femelle décrite par Zhang, Fu et Zhu en 2009 mesure 7,87 mm.

## Étymologie
Son nom d'espèce lui a été donné en référence au lieu de sa découverte, le xian de Mengla.

## Publication originale
- Song & Zhu, 1994 : On some species of cave arachnids of China. Sixtieth Anniversary of the Founding of China Zoological Society: Memorial Volume Dedicated to the Hundredth Anniversary of the Birthday of the Late Prof. Sisan Chen (Z. Chen). China Science and Technology Press, Beijing, p. 35-46.